# Hotelul Rex din Mamaia
Hotelul „Rex” din Mamaia este un fost hotel din stațiunea Mamaia, județul Constanța.
Hotelul a fost construit după planurile arhitectului George Matei Cantacuzino, din inițiativa Regelui Carol al II-lea al României și a fost inagurat la 15 august 1936 în prezența acestuia. Până la izbucnirea celui de-al Doilea Război Mondial, hotelul de lux era cunoscut drept un loc de întâlnire al clasei politice, diplomatice și al cercurilor mondene de la acea vreme.
Din 1944 până în 1958, hotelul Rex a fost folosit de sovietici ca reședință pentru comandanții trupelor staționate în România. Ulterior retragerii acestor trupe, așezământul a devenit „casă de odihnă” pentru muncitori și lucrători din cooperative. La începutul anilor 1970, clădirea a redevenit hotel, sub numele „Hotel Internațional”, fiind dedicat cu precădere turiștilor din Occident și din celelalte state din Blocul Estic. Tot în aceeași perioadă, în proximitatea acestuia au fost amenajate un parc și o promenadă spre cazino și nordul stațiunii.
În 1990, hotelul este cumpărat de către omul de afaceri Viorel Păunescu și revine la denumirea inițială. În anul 2006, acesta vinde hotelul omului de afaceri Dan Adamescu, pentru suma de 10 milioane de euro, perioadă în care hotelul redevine un loc important de întâlnire pentru clasa politică și lumea mondenă din acei ani.
În data de 19 februarie 2011, un incendiu a distrus acoperișul hotelului pe o suprafață de 400 mp, camerele de la mansardă fiind, totodată, inundate. Ulterior incendiului, au fost demarate lucrări de renovare a hotelului, care însă au fost oprite, în anul 2014, din cauza litigiilor care îl implicau pe omul de afaceri și, ulterior decesului acestuia, din cauza lipsei de fonduri. În anul 2022, un dezvoltator imobiliar israelian a încheiat un acord cu actualul proprietar al hotelului, Carmen Palade, în vederea achiziționării acestuia și transformării în bloc de locuințe. În anul 2024, dezvoltatorul a renunțat la intențiile de achiziție, iar acordul a fost desființat.

## Vezi și
- Vila regală din Mamaia
- Cazinoul din Mamaia
- Cazinoul din Constanța